# Русскоигнашкино
Русскоигнашкино — село в Грачёвском районе Оренбургской области, административный центр Русскоигнашкинского сельсовета.

## География
Находится на расстоянии примерно 10 километров по прямой на восток-северо-восток от районного центра села Грачёвка. 

## История
Основано чувашами, согласно преданию, в 1709 году. Первоначальное название Игнашкино дано по имени первопоселенца. В 1870 году построена церковь Казанской божьей матери. В 1910 году Игнашкино разделилось на  Верхнеигнашкино и Нижнеигнашкино. Перед Великой Отечественной войной Нижнеигнашкино было переименовано в Русскоигнашкино из-за преобладания русского населения. До Великой Отечественной войны работал колхоз им. Молотова.

## Население
Население составляло 684 человека (78% русские) по переписи 2002 года ,  564 по переписи 2010 года.